# No Good Left to Give
No Good Left to Give es el segundo álbum de estudio de la banda estadounidense de post-hardcore Movements. Fue lanzado el 18 de septiembre de 2020, a través de Fearless Records.

## Lista de canciones
Todas las canciones escritas y compuestas por Movements y Will Yip. 
| N.º | Título                     | Duración |  |
| 1.  | «In My Blood»              | 3:33     |  |
| 2.  | «Skin to Skin»             | 4:01     |  |
| 3.  | «Don't Give Up Your Ghost» | 3:57     |  |
| 4.  | «Tunnel Vision»            | 4:01     |  |
| 5.  | «Garden Eyes»              | 3:24     |  |
| 6.  | «12 Weeks»                 | 3:42     |  |
| 7.  | «Living Apology»           | 4:07     |  |
| 8.  | «Santiago Peak»            | 4:13     |  |
| 9.  | «Seneca»                   | 3:10     |  |
| 10. | «Moonlight Lines»          | 3:37     |  |
| 11. | «No Good Left to Give»     | 1:35     |  |
| 12. | «Love Took the Last of It» | 4:37     |  |

## Personal
Movements
- Patrick Miranda - voz principal
- Ira George - guitarra principal
- Austin Cressey - bajo y guitarra rítmica
- Spencer York - batería, percusión